# Herbert Kirchhoff
Herbert Kirchhoff (né le 5 mai 1911 à Brunswick, mort le 24 septembre 1988 à Malcesine) est un chef décorateur allemand.

## Biographie
Kirchhoff étudie la médecine et l'histoire de l'art. En 1932, il s'inscrit à l'université des arts de Berlin. À partir de 1934, il travaille comme décorateur aux théâtres de Francfort-sur-le-Main et de Düsseldorf, ainsi qu'au Deutsches Schauspielhaus de Hambourg. Cinq ans plus tard, Kirchhoff commence à étudier l'architecture cinématographique à la Deutsche Filmakademie Babelsberg. Au début des années 1940, il poursuit ses activités dans les théâtres allemands.
Peu avant la fin de la Seconde Guerre mondiale, il devient chef décorateur. Après une brève interruption lors de la fin de la guerre, où il conçoit de nouveau des décors pour les scènes, Helmut Käutner le ramène au cinéma fin 1946. Kirchhoff déménage à Hambourg, où il travaille pour Real-Film (de). Kirchhoff conçoit en particulier une série de films de revue, mais aussi plusieurs films réalistes et contemporains. Jusqu'en 1960, il travaille souvent pour des productions de Käutner. À partir de 1963, il se consacre à la conception de productions télévisuelles. Il crée à la fois les designs pour des adaptations d'opéra et d'opérette, ainsi que pour les histoires quotidiennes et les jeux documentaires historiques.
À Hambourg, Kirchhoff travaille aussi pour le théâtre en collaboration avec Gustaf Gründgens et Rolf Liebermann, les intendants de l'Opéra d'État de Hambourg. Herbert Kirchhoff prend sa retraite à 75 ans et s'en va vivre au bord du lac de Garde en Italie.

## Filmographie
Cinéma
- 1945 : Kamerad Hedwig
- 1947 : In jenen Tagen
- 1948 : Arche Nora
- 1948 : Finale
- 1949 : Die letzte Nacht
- 1949 : Schicksal aus zweiter Hand
- 1949 : Die Freunde meiner Frau
- 1950 : Ombres du passé
- 1950 : Gabriela
- 1950 : Hafenmelodie
- 1950 : Der Mann, der sich selber sucht
- 1950 : Mädchen mit Beziehungen
- 1950 : Une fille du tonnerre
- 1951 : Malheur à celui qui aime
- 1951 : Le Charme de Dolorès
- 1951 : Kommen Sie am Ersten
- 1952 : Panique au zoo
- 1952 : La Danse des étoiles
- 1952 : Toxi
- 1952 : Valse dans la nuit
- 1953 : L'Hôtel qui chante
- 1953 : Ne craignez pas les grosses bêtes
- 1953 : Fleur de Hawaï
- 1954 : Geld aus der Luft
- 1954 : Columbus entdeckt Krähwinkel
- 1954 : Danse au soleil
- 1955 : Die Stadt ist voller Geheimnisse
- 1955 : Le Général du Diable
- 1955 : Bal au Savoy
- 1955 : Wie werde ich Filmstar?
- 1955 : Unternehmen Schlafsack
- 1955 : Les Yeux bleus
- 1955 : Musik im Blut
- 1955 : Le Faux Adam
- 1956 : Le Mariage du docteur Danwitz
- 1956 : Le Capitaine de Köpenick
- 1956 : Docteur Vlimmen
- 1956 : Un cœur rentre à la maison
- 1956 : La Dernière escale
- 1957 : Rendez-vous à Zurich
- 1957 : Super Soirée
- 1957 : Monpti
- 1957 : Les Nuits du Perroquet vert
- 1957 : Ainsi sont les hommes
- 1958 : Terminus amour (Endstation Liebe)
- 1958 : Zone-Est interdite (Le monde a tremblé)
- 1958 : Une affaire diabolique (en)
- 1958 : Bühne frei für Marika
- 1958 : Der Mann im Strom
- 1958 : Le Brigand au grand cœur
- 1959 : Nuit d'avant-première
- 1959 : Et tout le reste n'est que silence
- 1959 : La Belle et l'Empereur
- 1959 : Nuits de Tanger
- 1960 : La Femme à la fenêtre obscure
- 1960 : Le Verre d'eau
- 1960 : Pension Schöller
- 1960 : Hauptmann, deine Sterne
- 1960 : La Profession de Madame Warren
- 1961 : Bei Pichler stimmt die Kasse nicht
- 1961 : L'Aventurière bien-aimée (de)
- 1961 : Le Menteur
- 1962 : Que pensez-vous de la conduite de Constance ?
- 1963 : Heute kündigt mir mein Mann
- 1963 : L'Énigme du serpent noir
- 1963 : Freddy et le Nouveau Monde
- 1968 : Der Freischütz

Télévision
- 1960 : Die Zeit und die Conways
- 1962 : La Vie de Galilée
- 1962 : Nie hab ich nie gesagt
- 1962 : Le Château
- 1962 : Annoncentheater - Ein Abendprogramm des deutschen Fernsehens im Jahre 1776
- 1963 : Stalingrad
- 1963 : Bétail de boucherie
- 1963 : Am Herzen kann man sich nicht kratzen
- 1964 : Ein Volksfeind
- 1964 : Doddy und die Musketiere
- 1964 : Le fantôme de Canterville
- 1965 : Madame Butterfly
- 1965 : Une journée - Rapport d'un camp de concentration allemand en 1939
- 1965 : Jennifer...?
- 1966 : Le Prix de la liberté
- 1966 : Das Fräulein
- 1966 : Der Kinderdieb
- 1966 : Socialaristokraten
- 1967 : Palme im Rosengarten
- 1968 : Septembergewitter
- 1968 : Vier Stunden von Elbe 1
- 1969 : Der große Tag der Berta Laube
- 1969 : Damenquartett
- 1969 : Goldene Städte
- 1969 : Weh' dem, der erbt
- 1970 : Gezeiten
- 1970 : Gedenktag
- 1970 : La Journaliste (série)
- 1970 : Industrielandschaft mit Einzelhändlern
- 1970 : Keiner erbt für sich allein
- 1970 : Zar und Zimmermann
- 1971 : Sparks in Neu-Grönland
- 1971 : Geschäfte mit Plückhahn
- 1972 : Wozzeck
- 1972 : Doppelspiel in Paris - Zeugenberichte aus dem gefährlichen Leben der Mathilde Carré
- 1976 : Aus nichtigem Anlaß
- 1977 : Ein Hochzeitsfest
- 1979 : Tödlicher Ausgang
- 1982 :  Die Aufgabe des Dr. med. Graefe
- 1982 : Eine etwas sonderbare Dame
- 1983 : Der Garten
- 1983 : Die Falle
- 1986 : Mademoiselle Fifi